# Saturnino Cedillo
Saturnino Cedillo Martínez (Ciudad del Maíz, San Luis Potosí, México; 29 de noviembre de 1890 -Sierra de La Ventana, San Luis Potosí, México; 11 de enero de 1939) fue un militar mexicano que participó en la Revolución mexicana y en la Guerra Cristera.
Como gobernador de San Luis Potosí, manejó su estado con un control férreo y de facto similar a una dictadura entre 1927 y 1931. Fue secretario de Agricultura en los gobiernos de Pascual Ortiz Rubio en 1931 y de Lázaro Cárdenas de 1935 a 1937.

## Inicios y revolución
Nació en el Rancho Palomas, Ciudad del Maíz, San Luis Potosí, en 1890. En 1911 se unió al maderismo bajo las órdenes de su hermano Magdaleno Cedillo. El 17 de noviembre de 1912, junto con sus hermanos, tomó Ciudad del Maíz y secundó el movimiento de  Pascual Orozco contra el gobierno de Francisco I. Madero; en el palacio municipal de esa población, el prefecto político del lugar, Manuel Buentello, resistió hasta que éstos prendieron fuego al edificio y tuvo que salir.
En enero de 1913 los tres hermanos Cedillo asaltaron, en la estación de Las Tablas, el tren procedente de Tampico, y se apoderaron de 800 mil pesos que pertenecían al gobierno; con esa suma Saturnino compró armas en San Antonio, Texas, pero fue aprehendido en la frontera, donde se hacía pasar como Ramón G. Salinas. Fue conducido a San Luis Potosí y puesto a disposición del juez de distrito, siendo procesado por los delitos de asalto y robo. El 22 de febrero de ese mismo año, desde la penitenciaría de San Luis Potosí, Cedillo dirigió una carta al gobernador Rafael Cepeda, en la que le hacía saber que tanto él como sus hermanos deseaban retirarse a la vida privada para atender sus labores del campo, puesto que el objeto que perseguían estaba ya concluido; al cambio de presidente pudo recobrar su libertad.

## Constitucionalismo
Se levantó en armas en unión de sus hermanos, Cleofas y Magdaleno Cedillo en contra del usurpador general Victoriano Huerta, logrando dominar parte de la Huasteca Potosina de 1914 a 1920. El 21 de diciembre de 1913 los tres hermanos Cedillo fueron batidos por los federales en San Francisco, Río Verde; tenían a sus órdenes alrededor de 800 hombres.
A la caída de Huerta, los Cedillo se adhirieron al carrancismo y se sumaron a las tropas del general Alberto Carrera Torres, entraron con él a San Luis Potosí con la División del Centro. Por orden del general Jesús Carranza marcharon hacia el sureste.
Participó en la Convención de Aguascalientes. A raíz de la convención, el primer jefe dispuso que las fuerzas de los Cedillo y Carrera Torres se incorporaran a las del general Pablo González Garza, que estaba acuartelado en Querétaro, pero desobedecieron esa orden y se pasaron a las filas de Francisco Villa, quien había desconocido la jefatura de Venustiano Carranza.
Pelearon con Villa en los combates de Celaya, Guanajuato, pero al ser derrotados se retiraron a Ciudad del Maíz. En 1914 fue coronel de la Columna Constitucionalista; en septiembre del mismo año, junto con sus hermanos Cleofas y Magdaleno, firmó el acuerdo de la Ley Ejecutiva del Reparto de Tierras proclamado por Carrera Torres en marzo de 1913. El 3 de noviembre de 1914, como uno de los generales de Carrera Torres, firmó el decreto mediante el cual éste desconocía a Carranza como Presidente de la Junta Suprema Ejecutiva de la Nación.
En 1916, al igual que su hermano Magdaleno, Saturnino quiso ayudar en la defensa nacional ante la invasión de tropas estadounidenses al territorio nacional; inició un arreglo con la Comandancia Militar de San Luis Potosí en Puerto Negro, cerca de Tablas, pero como no llevó a cabo su rendición no operó dicho arreglo. En octubre de 1917 el general Manuel M. Diéguez comisionó al general José Rentería Luviano para tomar Ciudad del Maíz que estaba en manos de Magdaleno y Saturnino Cedillo; el 3 de noviembre, tras un día entero de combate, cayó Magdaleno y Saturnino huyó a la sierra. Muertos sus hermanos quedó solo y merodeó los lugares cercanos a Ciudad del Maíz; pasado algún tiempo propuso su rendición la cual no fue aceptada.
En 1920 se incorporó al Plan de Agua Prieta; en el mismo año comenzó a fundar en Ciudad del Maíz, Río Verde y Guadalcázar, las colonias agrícolas militares; desde ahí Saturnino Cedillo decidió la suerte de los habitantes del lugar por espacio de 15 años. Fue nombrado por el general Álvaro Obregón general de brigada y jefe de armas en San Luis Potosí.

## Político
Combatió a quienes se levantaron en armas contra el grupo Obregón-Calles. Enfrentó al delahuertismo en 1923 y comandó a las tropas federales en esa campaña, organizando varios regimientos de campesinos en el estado.  Destacó en la lucha contra los cristeros en San Luis Potosí y en demás estados de la república durante la Guerra Cristera (1926-1929) apoyando fuertemente al Ejército Federal del General Plutarco Elías Calles, y dando muerte a su jefe supremo, el general Enrique Gorostieta Velarde. En la Batalla de Tepatitlán fue derrotado por el general-sacerdote cristero José Reyes Vega (muriendo este último en dicho combate). Con fecha de primero de septiembre de 1928, obtuvo el grado de General de División y fue nombrado jefe de la Primera División del Centro estableciendo su cuartel en San Pedrito, Jalisco. En 1927 terminó con los partidarios de Francisco R. Serrano y de Arnulfo R. Gómez y en 1929 con los escobaristas. Fue gobernador de San Luis Potosí de 1927 a 1931, secretario de Agricultura y Fomento en la administración de Pascual Ortiz Rubio, en el que sólo duró 40 días, y después en la del presidente Lázaro Cárdenas.
Hacia 1933 formó la Confederación Campesina Mexicana, junto con Graciano Sánchez. A la muerte de Obregón se propuso trabajar por la candidatura de Cárdenas para la presidencia provisional. En 1934 influyó entre los agraristas para que votaran a favor de Cárdenas. El 3 de mayo de 1935 conferenció con el presidente Cárdenas y trató en vano de que secundara en San Luis Potosí la política educacional que estaba llevando a cabo. El 22 de junio del mismo año, la Universidad Nacional Autónoma de México le hizo un solemne recibimiento, al ocupar la Secretaría de Agricultura.

## Conflictos con el régimen cardenista
El 19 de agosto de 1935 el expresidente de la república Emilio Portes Gil dejó el Partido de la Revolución Mexicana, y Cedillo hizo declaraciones contra el comunismo. El 30 de octubre de ese mismo año se descubrió un complot para asesinarlo, y señaló como autor intelectual del mismo al general Manuel C. Lárraga.
En febrero de 1937, en un congreso magisterial celebrado en Querétaro, el general Francisco J. Múgica atacó la política agraria de Cedillo y abogó por la colectivización de los ejidos. Posteriormente se creó un conflicto con entre los alumnos de la Universidad Autónoma Chapingo, de las Juventudes Revolucionarias, a quienes había protegido Múgica y adoptado la Secretaría de Agricultura. El conflicto se resolvió en favor de los agitadores y así terminó la carrera de Cedillo, renunciando el 15 de agosto del mismo año a la Secretaría, debido a que fue ocupada por el general Múgica. En  ese acontecimiento influyó también el movimiento obrero, dirigido por Vicente Lombardo Toledano.
Murió asesinado en 1939 luego de haberse levantado en armas contra el gobierno del presidente Lázaro Cárdenas.

### Muerte
En 1938 organizó una rebelión cuyo objetivo era "restablecer el orden", argumentando que Cárdenas había traicionado al agrarismo cuando se suplantó la propiedad privada por el colectivismo.
De su muerte existen 2 versiones:
- Una dice que fue asesinado a traición por Blas Ruiz Fortuna la madrugada del 9 de enero de 1939, mientras dormía.
- La versión del teniente de infantería Alfonso de Pablo Quiroz, señala que Cedillo murió en la Sierra de La Ventana, combatiendo contra una fuerza del 36.º Batallón. Dicha batalla comenzó el 10 de enero de 1939 y se prolongó hasta las cuatro de la mañana del día siguiente.

El cadáver de Cedillo fue encontrado junto a su caballo, el cual presentaba varios tiros de Mauser.